# 汪家庄镇
汪家庄镇，是中华人民共和国河北省承德市鹰手营子矿区下辖的一个乡镇级行政单位。

## 行政区划
汪家庄镇下辖以下地区：
东区社区、西区社区、姚家庄村、汪家庄村和涝洼滩村。